# 단렴의
단렴의(段廉義, ? ~ 1080년)은 1075년부터 폐위한 1080년까지 대리국의 제12대 황제이다. 전대 황제 단사렴의 아들이다. 1080년 단염의가 양의정에게 살해당했다.